# Јонас Бјере
Јонас Бјере (енгл. Jonas Bjerre; Фредериксберг, 21. септембра 1976) је главни певач и гитариста данског рок трија Мју (енгл. Mew).